# Building Bombs
Building Bombs és una pel·lícula documental estatunidenca de 1990 produïda i dirigida per Mark Mori i Susan J. Robinson.

## Argument
Building Bombs torna a visitar els "dies de glòria" de l'era atòmica, el seu llegat de residus d'armes nuclears i les seves inquietants preguntes encara sense resposta. Històries privilegiades i imatges d'arxiu rares revelen el funcionament intern d'una de les plantes de bombes nuclears més grans del món i el seu impacte en el medi ambient i el cor humà. La pel·lícula es va centrar en la contaminació ambiental i els problemes de seguretat radiològica al Savannah River Site, situat a prop d'Aiken, Carolina del Sud als Estats Units.
D'interès històric, la pel·lícula va provocar un moviment de gent corrent i estrelles de rock, i va contribuir a un canvi a la política nacional dels Estats Units sobre quin departament del govern federal va exercir la supervisió de la salut dels treballadors i de les comunitats circumdants mitjançant estudis de salut.

## PBS
El 1993, Building Bombs: The Legacy es va publicar a la PBS POV. Aquesta versió editada va ser 10 minuts més curta que la pel·lícula original. Els segments van eliminar les raons cobertes de l'acumulació nuclear que eren un subtext a la versió original.

## Reconeixements
Va ser nominada al Premi Oscar al millor llargmetratge documental. La pel·lícula va ser restaurada per l'Acadèmia Film Archive el 2024.